# Krai de Altai
O krai de Altai (russo:  Алта́йский край, tr. Altaiski krai; IPA: [ɐlˈtajskʲɪj kraj]) é uma divisão federal da Federação da Rússia. Faz fronteira, no sentido dos ponteiros do relógio a partir de oeste, com a República do Cazaquistão (províncias do Cazaquistão Oriental e de Pavlodar), com os oblasts de Novosibirsk e Kemerovo, e com a República de Altai. O centro administrativo é a cidade de Barnaul. De acordo com o censo de 2010, a população do krai era de 2 419 755 habitantes.

## Cidades com mais de 100000 habitantes
- Barnaul, 631000 habitantes
- Biysk, 212000 habitantes
- Rubtsovsk, 155000 habitantes